# Pakosław (imię)
Pakosław – starosłowiańskie imię męskie, złożone z członów Pako- („znów, więcej”) i -sław („sława”). Mogło oznaczać „ten, który chce (ma) więcej sławy”. Ros. odpow. Пакослав.
Pakosław imieniny obchodzi 15 lutego i 5 marca.
Żeński odpowiednik: Pakosława.